# Zadanie (gry komputerowe)

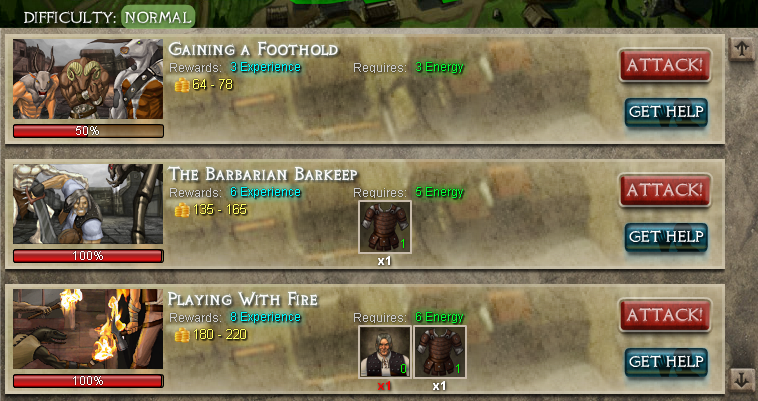
Zadanie z gry "Dawn of the Dragons"

Zadanie (ang. quest) – w grach komputerowych pojedynczy fragment fabuły, stawiający gracza i kontrolowanego przez niego bohatera/siłę przed próbą.
W grach komputerowych termin zadanie może oznaczać misję do wykonania, ale nie jest równoznaczny z terminem misja.

## Przebieg
W przebiegu zadania najpierw prezentowane są przyczyny i wynikający z nich problem lub okazja. Następnie proponowany (często jedyny możliwy) plan działań gracza, tj. konkretne czynności do wykonania lub cele do osiągnięcia w ramach mechaniki gry. Po wykonaniu zadania gracz otrzymuje nagrodę: pieniądze, doświadczenie, przedmioty i/lub postęp w fabule.

## Zadania w ramach fabuły
Podział fabuły gry na oddzielne zadania o typowym przebiegu ułatwia graczom podążanie za fabułą. Jest także stosunkowo wygodny dla scenarzystów oraz programistów. Z tego powodu jest zdecydowanie dominujący w grach RPG, MMORPG i mudach. Jednocześnie w wielu grach zadania wykonywane są w ramach jednej rozgrywki bez wyraźnych granic fabularnych. Gracz może w jednej chwili mieć do wykonania kilka różnych zadań, często jest to konieczne dla zakończenia gry. Najważniejsze z nich mogą pozostawać niewykonane nawet do samego końca gry. Zadania są często podzielone na logiczne etapy – np. 1) zdobądź składniki 2) upiecz chleb 3) przynieś go do sklepu
.

### Interakcja pomiędzy zadaniami
Zadania są wygodnym narzędziem budowania fabuły w grach komputerowych. Fabuła oparta na następujących po sobie zadaniach ma modularną strukturę, pozwalającą zarówno scenarzystom jak i programistom przewidzieć, uwzględnić i kontrolować  wszystkie możliwe sytuacje. Jednym ze sposobów budowania nieliniowej fabuły jest uzależnienie kolejnych zadań od wyborów podjętych wcześniej przez gracza. Pośrednim rozwiązaniem jest wprowadzenie wariantów do zadań. (Np. gracz mógł wypuścić bandytę lub zaprowadzić do więzienia. Jeśli go wypuścił, bandyta podał mu hasło do tajnego przejścia, co ułatwi w następnym zadaniu ucieczkę z fortecy bandytów.)

### Zadania poboczne
Część zadań nie ma wyraźnego wpływu na fabułę, bądź należy do odrębnej, pobocznej linii fabularnej. Takie zadania nazywa się pobocznymi. Ich wykonanie może przynosić różnorodne korzyści, a nawet nieznacznie ułatwiać zadanie główne, jednak niezależnie od podjętych wyborów fabularnych gracz nigdy nie jest zmuszony by je wykonać aby ukończyć grę.

## Prezentacja zadań
Podział fabuły na zadania jest zazwyczaj wyraźnie sygnalizowany graczowi. Otrzymanie zadania może być sygnalizowane dosłownie. Powszechnie stosuje się dziennik przechowujący listę zadań wymagających ukończenia i ich etapów, na których gracz do tej pory poprzestał. Bez tego udogodnienia może się zdarzyć, że gracz zapomni o zadaniu, które miał wykonać, lub źle zapamięta istotny szczegół i w efekcie nie będzie w stanie posunąć naprzód fabuły bez korzystania z poradników do gry.

## Niepowodzenie
Zadania wymagają wykonania pewnego planu lub osiągnięcia celu, co może nie zostać doprowadzone do skutku. Oprócz warunków wykonania misji często istnieją też warunki niepowodzenia. Mogą one być wyjątkowe w danym zadaniu (np. wykonując zadanie, gracz nie może dopuścić wrogiego czarownika do magicznej księgi), często są typowe: limit czasowy lub ilości nieudanych prób przejścia określonego etapu. W wielu grach oprócz tego misja zostaje przerwana z negatywnym wynikiem w pewnych niezmiennych okolicznościach (np. postać gracza umiera w wyniku obrażeń).
Utarte w grach komputerowych jest tolerancyjne podejście do niepowodzenia. Brak lub niewielka kara i prawo do kolejnego podejścia. Do niektórych misji (przede wszystkim pobocznych) można podchodzić tylko raz. O ile rzadko nieudana próba dowolnego zadania oznacza przegraną w grze, to częściej jest tak w przypadku misji końcowej. Można także uznać niepowodzenie za ostateczny rezultat misji, odpowiednik wyboru i na tej podstawie dobierać warianty kolejnych zadań lub całej fabuły.

## Zadanie a misja
Przebieg zadania i misji jest w gruncie rzeczy podobny. W typowym rozumieniu tych terminów istnieje jednak ważna różnica. O misji mówi się gdy cała fabuła gry polega na bardzo wyraźnie oddzielonych fragmentach, zazwyczaj posiadających oddzielne plansze. Gracz nie podejmuje decyzji co do przyjęcia misji, rzadko zdarzają się także misje poboczne.